# Cenocoelius taiwanensis
Cenocoelius taiwanensis är en stekelart som beskrevs av Chou och Lee 1991. Cenocoelius taiwanensis ingår i släktet Cenocoelius och familjen bracksteklar. Inga underarter finns listade.